# The Tips
The Tips sind eine 2008 gegründete Reggae-Band aus Düsseldorf. Sie mischen klassischen Reggae mit Elementen aus Ska, Punk, Rock und Soul.

## Geschichte

### Anfänge und erste Demos
The Tips wurden im Jahr 2008 von Aljoscha Thaleikis und Christian Heilwagen gegründet. Das Trio vervollständigte sich Anfang 2009 mit der nun festen Besetzung von Janosch Holland hinter dem Schlagzeug. Einige Konzerte wurden gespielt und es entstanden erste Demos, die auch in der einschlägigen Fachpresse kommentiert wurden.

### High Sobriety
Das Hamburger Indie-Label Rotlicht Records, betrieben von Lars Häriger von den Skatoons, wurde auf die Band aufmerksam und nahm sie unter Vertrag. Im Frühjahr 2011 begannen The Tips im Studio der Hamburger Skapunkband The Skatoons mit der Aufnahme zu ihrem Debütalbum High Sobriety. Die Skatoon-Mitglieder Tobe und Henning unterstützten die Band während der Aufnahmen. Das Album wurde im Rahmen einer CD-Release-Party Mitte August in Neuss veröffentlicht. Die Resonanz auf High Sobriety war überwiegend positiv. Das Fanzine Ozelot.TV bezeichnete The Tips als „eine der wichtigsten deutschen Newcomer Bands im Jahr 2011“. Dem Album folgten ein Vertrag bei der Booking-Agentur Soulfire Artists und Konzerte in ganz Deutschland. Eine erste Mini-Tour sowie einige Festivalgigs fanden ab Frühsommer 2012 statt.

### Besetzungswechsel undTrippin’
Im August 2012 verkündete der bisherige Bassist und Gründungsmitglied Christian „Franky“ Heilwagen seinen Austritt aus der Band. In Anbetracht ausstehender Konzerte wurde Philip „Faf“ Pfaff als Bassist ins Boot geholt. Pfaff hatte die Band im Sommer 2012 bereits als Roadie und Merchandiser begleitet sowie Erfahrungen in mehreren Bands gesammelt. Den ersten Auftritt in der neuen Besetzung bestritten The Tips nur fünf Tage nach Frankys Ausscheiden beim Open Flair in Eschwege.
Im Winter begann die Band damit, weitere Songs für ein neues Album zu schreiben. Während dieser Phase wurde Gernot Krebs vom Independent-Label Long Beach Records auf die Band aufmerksam. Nach ersten Treffen entschied man sich für eine zukünftige Zusammenarbeit. Parallel dazu wechselten The Tips zur Berliner Agentur „Muttis Booking“. Im Frühling 2013 entstand der Kontakt zu Produzent Guido Lucas, auch bekannt als „Indie-Papst“. Im Juni 2013 wurde das zweite Album Trippin’ zusammen mit Guido Lucas in seinen BluNoise Studios in Rheydt-Odenkirchen produziert und aufgenommen. Das Album wurde größtenteils live eingespielt und der Live-Mischer der Band, Manuel „Coop the Radical“ Lederer, steuerte als DJ diverse Scratches bei. Im Vorfeld der Albumveröffentlichung brachten The Tips in Zusammenarbeit mit der Hamburger Skapunkband Rantanplan eine Benefiz-7″-Schallplatte zugunsten der Aerosol-Arena, einem Graffiti-Areal in Magdeburg heraus. Das Album wurde im November 2013 veröffentlicht. Das Artwork der CD stammt von dem kalifornischen Tattookünstler Opie Ortiz, der unter anderem für die Artworks der US-amerikanischen Reggae/Ska/Punk-Legenden Sublime verantwortlich ist. Auch Trippin’ erhielt – unter anderem vom renommierten Rock-Magazin Rolling Stone – positive Resonanzen. Auf der Website des Magazins wurde ebenfalls das Musikvideo zur Single My Girlsfriend’s Mother Is a Cop erstmals ausgestrahlt.

### Erneuter Besetzungswechsel sowie Auflösung
Am 18. April 2017 gab die Band bekannt, dass es einen erneuten Besetzungswechsel gibt. Aufgrund von Krankheiten musste die Band in der Vergangenheit mehrere Shows absagen, das wiederum zerrte an den Nerven und am eigenen Anspruch der Band. Somit entschied Ali Thaleikis auszuscheiden. Sein Ersatz wurde nach Stunden im Proberaum gefunden. Der neue Frontmann heißt Stefan.
Am 23. Mai 2019 gab die Band via Instagram und Facebook ihre Auflösung bekannt.

### Reunion mit neuem Bassisten
Am 2. Dezember 2021 gab die Band ihre Wiedervereinigung bekannt. Die Besetzung bestehend aus den original Mitgliedern – Janosch Holland und Aljoscha Thaleikis. Neu am Bass ist Lucas Mylord.

## Rezeption
Über die Zeit gab es in der einschlägigen Fachpresse immer wieder positive Reviews. So schrieb beispielsweise das Riddim Magazin: „Wer mit Sublime, den Long Beach Dub Allstars und den Red Hot Chili Peppers was anfangen kann, wird auch diese Band lieben! Volle Punktzahl.“
Laut Rolling Stone zeichnet sich das Album durch „[…] klar konturierte Songs, die das Trio mit enormer Energie zum Leben erweckt.“ aus.
Zum Release im November 2013 belegte das Album Trippin’ in den Amazon-MP3-Charts in der Kategorie Reggae den ersten Platz.
Die 3.Alben waren für die Band die Eintrittskarte für viele größere Festivals. So spielten The Tips bereits auf dem Boomtown, Bearded Theory 2016, Open Flair Festival, Horst-Festival, der Hanfparade und dem Festival Kult in Porta Westfalica. Außerdem teilte sich die Band bereits mit zahlreichen auch international bekannten Künstlern die Bühne, darunter Acts wie die Mad Caddies, Social Distortion, The Toasters, Jaya the Cat, Rakede und The Prosecution.

## Stil
Das Slamzine beschreibt den Stil der Band wie folgt: „Trippin’ ist tanzbar, schmissig und klingt zu jeder Zeit gekonnt. Charme hat das Ganze auch, […] sind The Tips damit auch seit Langem die erste ernstzunehmende Skapunkrockband aus Deutschland.“
Die Autoren der Internetseite konzert-touristen.de beschrieben einen Live-Gig von The Tips wie folgt: „Auch wenn eine starke Ähnlichkeit zu Sublime kaum zu übersehen ist, muss ich sagen, dass die Band besser klingt als alles, was nach Sublime kam. Und dabei sind sie auch noch verdammt authentisch. […] Der Partyfaktor wirkte fast so, als wenn es keine zweite Band geben würde.“

## Sonstige Aktivitäten
Im März 2013 begannen The Tips sich über die Musik hinaus für eine Skatehalle in Düsseldorf einzusetzen und veranstalteten in diesem Zusammenhang ein Benefizkonzert zum Erhalt der Halle in den Böhlerwerken. Ein weiteres Konzert mit selbigem Ziel folgte im Januar 2015 bei Titus in Düsseldorf.
Am 7. Juli 2014 waren „The Tips“ zu Gast in der Sendung Heimatkult beim Radiosender 1 Live.
Für ihr 3. Album Twists'n'turns konnte die Band den Skindred-Frontmann Benji Webbe für ein Feature bei dem Song Birds'n'trees gewinnen.

## Diskografie

### EPs
- 2010: The Tips EP
- 2018: Come Closer

### Alben
- 2011: High Sobriety (Rotlicht Records)
- 2013: Trippin’ (Long Beach Records)
- 2016: Twists'n'Turns (Long Beach Records)

### Sampler-Beiträge
- 2010: Plastic Bomb Sampler (Gratis-Beilage der Ausgabe Nr. 73 des Plastic Bomb)
- 2013: OX Fanzine Sampler (Gratis-Beilage der Ausgabe Nr. 111 des Ox-Fanzine)
- 2014: Slam Alternative Music Magazine (Gratis-Beilage der Ausgabe Nr. 71 des SLAM alternative music magazine)
- 2014: Dynamite Magazine Sampler (Gratis-Beilage der Ausgabe Nr. 1 2014)

### Musikvideos
- 2012: Mary (GROWN)
- 2013: Homesick (GROWN)
- 2014: What You Reap (GROWN)
- 2014: Don’t Chase Them (Long Beach Records Europe)
- 2014: My Girlfriend’s Mother Is A Cop (GROWN)
- 2016: Birds'n'trees (GROWN)
- 2018: GO (GROWN)